# Janaúba (tiểu vùng)
Janaúba là một tiểu vùng thuộc bang Minas Gerais, Brasil. Tiều vùng này có diện tích 15155 km², dân số năm 2007 là 237608 người.